# Pablo de Villavicencio
Pablo de Villavicencio González (El Rosario, 1796-Toluca, 1832) fue un político y pensador mexicano, apodado El Payo del Sinaloa o El Payo del Rosario.

## Vida
Nació en Real de Minas de Nuestra Señora de El Rosario, Provincia de Sonora y Sinaloa, Virreinato de Nueva España, el 27 de enero de 1796. 
Mestizo nacido de cuna humilde, no asistió a la escuela por lo que se hizo autodidacta. Así lo menciona en uno de sus panfletos políticos:

...Nací en una de las remotas provincias de Occidente y recibí de mis padres aquella educación que proporciona lo inculto de ellas, donde no hay un colegio, ni tan siquiera una regular escuela de primeras letras; con esto sólo estudié a temporal y eterno, Las Caballerías de Oliveros, y Los Milagros del Señor Santiago.

[...] no había escuelas de primeras letras y nunca tuve la dicha de aprender el musa musae, porque mis padres siendo pobres, no tuvieron facultades para darme estudios, pero siempre fui algo inclinado a la lectura y no me dejaré jugar las barbas de otro tan tonto como yo [...]

A la edad de quince años se unió a los ejércitos insurgentes de José María González Hermosillo. Éste ganó fácilmente El Rosario, pero perdió San Ignacio, frente a las tropas realistas de Alejo García Conde y el comandante insurgente huyó a Jalisco.
En la batalla de San Ignacio de Piaxtla, Villavicencio recibió un disparo en una pierna que lo dejó cojo por el resto de sus días.

## Vida política
En su libro Pablo de Villavicencio: El Payo de sinaloa', Joaquín Fernández de Córdoba defiende la imagen de Villavicencio como precursor de la Reforma.
La vida política de Pablo de Villavicencio inició en 1818, cuando dirigió una animada protesta contra el obispo de Real del Rosario, Bernardo del Espíritu Santo, quien había publicado una carta pastoral llamando a los provincianos a unirse al ejército realista para combatir a "la peste" que representaba el ejército insurgente.
Tras la consumación de la independencia, Villavicencio se trasladó a la Ciudad de México, donde a partir de 1822 se dedicó a la publicación de panfletos antiimperialistas que atacaban la figura del emperador Agustín I de México y el mantenimiento del Primer Imperio Mexicano.
Al instaurarse la República en 1824, Villavicencio militó en las logias yorkinas, pero ese año, debido a sus opiniones políticas, fue arrestado.
Liberado unos meses después, volvió a ser reo de prisión en 1825, siendo trasladado a la cárcel de San Diego, Acapulco, donde permaneció hasta el año siguiente.
Ya liberado, polemizó con miembros de la logia escocesa y con su amigo, José Joaquín Fernández de Lizardi, quien antaño había sido editor del periódico insurgente El Despertador Americano.
Asimismo, defendió la división del Estado de Occidente para formar los estados autónomos de Sonora y Sinaloa y replicó mediante un panfleto combativo a los diputados al Congreso General, Ignacio Zúñiga y Carlos Espinoza de los Monteros, que se oponían a dicha división, y quienes con tal fin habían publicado un folleto titulado Reflexiones sobre los funestos resultados de la división del Estado de Occidente.
Participó el Motín de la Acordada, que derrocó a Manuel Gómez Pedraza y colocó a Vicente Guerrero en el poder. Juzgó injusta la separación de Lorenzo de Zavala del gobierno y escribió el panfleto ¡Pobre del señor Guerrero! para de aquí al mes de enero,  el cual le costó la cárcel por órdenes del gobernador del Distrito Federal, José María Tornel, a quien atacó en un fascículo escrito en prisión. 
Tras el golpe de Estado dirigido por el vicepresidente Anastasio Bustamante, organizó un ejército de oposición, pero capturado en Santiago Tianguistenco y encerrado en la antigua prisión de la Inquisición entre 1830 y 1831, acusado de ser enemigo del gobierno.
Fue liberado y Lorenzo de Zavala, que a la sazón era gobernador del Estado de México, lo nombró su secretario.
En 1832, un grupo de cuarenta dragones al mando del bustamantista Mariano Ortiz de la Peña, ocupó Toluca. Zavala y Antonio López de Santa Anna huyeron por el rumbo de Zitácuaro, logrando salvarse.

## Muerte
La noche del 5 de diciembre de 1832. Los dragones vieron dos jinetes correr por una de las calzadas toluqueñas. Abrieron fuego sobre los dos individuos creyendo que eran Zavala y Santa Anna. Al acercarse, se dieron cuenta de que habían asesinado a Pablo de Villavicencio y a su cuñado José María Guillén. El escritor y pensador, publicador de más de un centenar de panfletos políticos y precursor de la Reforma, acabó así sus días.

## Honores
Actualmente, en la ciudad de Culiacán, estado de Sinaloa, se levanta el Teatro Pablo de Villavicencio, llamado así en su honor.
Su nombre está grabado en letras de oro en el salón de sesiones del congreso estatal y ha sido nombrado Benemérito del estado.